# Eine himmlische Familie
Eine himmlische Familie (engl. Originaltitel 7th Heaven) ist eine US-amerikanische Fernsehserie über die Familie des protestantischen Pastors Camden in einer kalifornischen Kleinstadt. Die Erstausstrahlung der elf Staffeln der Serie fand von 1996 bis 2007 auf den Sendern The WB und The CW (nur 2006/2007) statt. Erdacht und produziert wurde die Serie von Brenda Hampton.

## Hintergrund
Die Hauptpersonen sind der Pastor (Reverend) Eric Camden, seine Frau Annie und ihre Kinder. Ursprünglich bestand die Familie aus fünf Kindern (Matt, Mary, Lucy, Simon und Ruthie Camden). Gleich zu Beginn wird die Familie durch die Hündin Happy erweitert. Am Ende der zweiten Staffel wird Annie schwanger und bekommt in der dritten Staffel die Zwillinge Samuel und David. Drei der Kinder (Mary, Matt und Simon) ziehen von zuhause aus und erscheinen fortan nur mehr unregelmäßig. Dafür kommen aber immer wieder neue Hauptcharaktere hinzu, die teilweise auch bei den Camdens wohnen.
Eine himmlische Familie ist die Familienserie, die in den Vereinigten Staaten am längsten lief. Am 11. November 2005 verkündete das US-Fernseh-Network The WB, dass Eine himmlische Familie nach der 10. Staffel, trotz nach wie vor hoher Einschaltquoten, abgesetzt würde. Ein Grund für die Absetzung der Serie waren unter anderem ihre sehr hohen Produktionskosten, welche The WB zuletzt über 16 Millionen US-Dollar Verlust einbrachten.
Das eigentliche Serien-Finale wurde am 8. Mai 2006 ausgestrahlt und erreichte 7,7 Millionen Zuschauer. Diese hohen Einschaltquoten waren es, die das neue Network The CW dazu veranlassten, die Serie um eine 11. Staffel zu verlängern. Die letzte Staffel wurde zuerst für 13 Folgen geplant und später auf 22 Folgen aufgestockt. Aufgrund von großen Gehaltskürzungen für die Schauspieler war David Gallagher (Simon Camden) in der 11. Staffel nicht mehr dabei, während Mackenzie Rosman (Ruthie Camden) entgegen ersten Ankündigungen in 16 Folgen vertreten war.
Jessica Biel, die Darstellerin der ältesten Tochter, Mary, bekam Probleme mit den Produzenten der Serie, nachdem sie Oben-ohne-Fotos von sich hatte machen lassen, die in der Zeitschrift Gear Magazine erschienen. Das neue Image der Schauspielerin wurde in die Serie eingebaut, so dass Mary wegen diverser Probleme zu Erics Vater, dem Colonel, geschickt wurde, damit dieser ihr rebellisches Verhalten in den Griff bekäme. Später kehrte sie jedoch wieder zurück zu den Camdens.
In Deutschland wurde die Serie von VOX, später auch von Tele 5, Das Vierte, sixx und Bibel TV ausgestrahlt. In Österreich lief die Serie auf ORF eins und wurde später von ATV wiederholt.

## Themen
In der Serie werden viele gesellschaftliche Probleme angesprochen, wobei oft Sozialkritik geübt wird. Themen sind u. a.:
- Drogen (legale – z. B. Zigaretten – und illegale)
- Gewalt (u. a. auch sexueller Missbrauch)
- Vorehelicher Sex resp. Teenagerschwangerschaften
- Waffenbesitz, Jugendgangs
- Rassismus und Hass
- Politische Themen (11. September, Irakkrieg, Zweiter Weltkrieg)

Einige Themen wie beispielsweise Positive Diskriminierung, Schwangerschaftsabbruch und Homosexualität werden jedoch vermieden.
Häufig wird eine Folge unter ein bestimmtes Motto gestellt, das dann aus den unterschiedlichen Blickwinkeln der einzelnen Familienmitglieder betrachtet wird. Diese Themen werden aus einer konservativen und betont christlichen Sicht behandelt und auch entsprechend gelöst.

## Personen

### Die Camdens
Reverend Eric Camden ist das Familienoberhaupt der Camdens und Pastor der Glenoak Community Church. Sowohl für seine 7 Kinder als auch für seine Gemeindemitglieder hat Eric immer ein offenes Ohr und hilft, wo er kann. So sanft und verständnisvoll, wie Eric meist zu seinen Gemeindemitgliedern ist, so streng ist er manchmal zu seinen Kindern. Er versteht keinen Spaß, wenn es um Zigaretten, Alkohol oder gar um Sex geht.
Eric ist ein hervorragender Redner, was für seinen Beruf als Pastor nützlich ist, seine Familie aber nerven kann. Seit einem Herzinfarkt (4. Staffel) muss Eric verstärkt auf seine Gesundheit achten. In der 7. Staffel bekommt er einen doppelten Bypass. Infolgedessen fällt Eric in eine Sinnkrise und zieht sich für einige Zeit von der Kirche zurück.
Eric ist in Sachen Haushaltsführung und insbesondere im Kochen völlig unbegabt und vertraut hier ganz auf die Fähigkeiten seiner Frau Annie. Er liebt die Musik der 50er- und 60er-Jahre, insbesondere von Elvis und Ricky Nelson.
Annie Camden ist Erics Frau und seit 20 Jahren glücklich mit ihm verheiratet. Annie ist eine exzellente Köchin und geht in ihrer Hausfrauenrolle voll auf. Trotzdem sucht sie auch Herausforderungen außerhalb der Familie. So geht sie in der 5. Staffel wieder aufs College und unterrichtet in der 6. Staffel für kurze Zeit auf Ruthies Privatschule.
Annie teilt im Großen und Ganzen Erics konservative Linie, bildet aber gelegentlich den liberalen Widerpart. Sie ist insgesamt ein sehr ausgeglichener Mensch, ihre Wutausbrüche sind dafür aber umso intensiver. Zudem neigt sie zur Eifersucht – unbegründet, da Eric ihr unter allen Umständen treu bleibt.
Annie muss im Verlauf der Serie einige Schicksalsschläge verkraften. So verliert sie gleich zu Beginn der Serie ihre Mutter und in der 8. Staffel ihren Vater. Zudem erfährt sie in der 5. Staffel, dass sie eine Halbschwester hat, eine Tatsache, mit der sie nur schwer umgehen kann.
Matthew „Matt“ Camden ist der älteste Sohn der Camdens. Er macht im Laufe der Jahre eine positive Entwicklung durch. Neigte er anfangs zum Rebellentum und geriet oft in Schwierigkeiten, so entwickelt er sich im Laufe der Zeit zu einem verantwortungsbewussten jungen Mann. Seine Frau Sarah, die Tochter eines Rabbis, die er in der 6. Staffel (Folge 15) heiratete, gibt ihm zusätzlichen Halt. Zusammen mit ihr schließt er auch sein Medizinstudium erfolgreich ab, das er in der  6 Staffel zusammen mit seiner Frau Sarah  begonnen hat. In der 10 Staffel wird bekannt, dass er und seine Frau Zwillinge bekommen. Eine Ehekrise in der 8. Staffel überstehen sie. Zuvor hatte Matt zahlreiche Freundinnen, aber nur drei dauerhafte Beziehungen: mit Heather – einer Gehörlosen –, Shauna und Cheryl. Matt ist – sofern nicht mit eigenen Problemen beschäftigt – ein loyaler großer Bruder und hilft seinen jüngeren Geschwistern öfter aus der Patsche.
Mary Camden (später Mary Camden-Rivera) ist die älteste Tochter der Camdens. In den ersten Staffeln ist sie der Star des Basketballteams der Schule. Auch eine schwere Knieverletzung überwindet sie. Nachdem jedoch das Basketballteam aufgrund schlechter Noten der Spielerinnen gesperrt worden ist, demoliert sie mit einigen Mitspielerinnen die Turnhalle. Dafür wird sie zu einer Bewährungsstrafe verurteilt und muss gemeinnützige Arbeit verrichten. War Mary bis dahin durch ihr Verantwortungsbewusstsein positiv aufgefallen und relativ selten in Schwierigkeiten, ist sie von nun an das Kind, um das sich ihre Eltern am meisten Sorgen machen müssen. Als Mary in der 5. Staffel in schlechte Gesellschaft gerät, u. a. betrunken Auto fährt und hohe Schulden macht, wird sie von Eric und Annie nach Buffalo zu ihren Großeltern geschickt. Nachdem Mary in der 6. Staffel wieder eine Zeit lang bei den Camdens gewohnt hat, nimmt sie ihr Leben selbst in die Hand – auf eine Art und Weise, die ihrer Familie nicht immer gefällt. Sie absolviert eine Ausbildung zur Stewardess. In Staffel 7 heiratet sie Carlos Rivera (Bekanntgabe in Staffel 8) und bekommt einen Sohn namens Charles Miguel. In der 9. Staffel lässt sie sich von Carlos scheiden und gibt das Sorgerecht für ihren Sohn auf, ein Jahr später sind sie jedoch wieder zusammen, und Mary wird Mutter von Zwillingsmädchen.
Lucy Camden (später Lucy Kinkirk) ist die zweitälteste Tochter der Camdens. Auch sie macht im Laufe der Jahre eine Entwicklung durch. Ist sie in den ersten Jahren noch sehr schüchtern und unsicher, entwickelt sie sich zu einer selbstbewussten, loyalen und warmherzigen jungen Frau. In den ersten Staffeln hat sie viele Beziehungen, u. a. mit Jimmy Moon, Jordan, Andrew Nayloss und Robbie. In der 6. Staffel lernt sie mit dem Polizisten Kevin Kinkirk ihren Traummann kennen, den sie später heiratet. In der 9. Staffel bekommt sie eine Tochter namens Savannah. Außerdem will Lucy in die Fußstapfen ihres Vaters treten. Sie schließt ihr Theologiestudium erfolgreich ab und ist ab der 9. Staffel Erics Hilfspastorin. In der 10. Staffel wird ihr ein Projekt, in dem ein Heim für minderjährige ledige Mütter eingerichtet werden soll, anvertraut. Lucy neigt wie ihre Mutter zu Eifersucht und auch zu Wutausbrüchen. Sie liebt es, zu telefonieren und ist auch handwerklich begabt. Gegen Ende der Serie wird bekannt, dass Lucy, trotz einer früheren Fehlgeburt, erneut schwanger ist. Sie hat seit Staffel 5, seit dem sie Pastorin werden will, ein sehr enges Verhältnis zu ihrem Vater.
Simon Camden ist der zweitälteste Sohn der Camdens. Auch er verändert sich im Laufe der Jahre stark. In den ersten Jahren fällt er durch altkluge Kommentare, große Neugier und einen ausgeprägten Geschäftssinn auf, der ihm den Spitznamen „Simon-Bank“ einbringt. Später entwickelt er immer mehr rebellische Züge. Er lässt sich Ohrringe stechen und gerät oft in Schwierigkeiten.
Schließlich wird er in einen Autounfall verwickelt, bei dem ein 13-jähriger Junge stirbt. Es stellt sich zwar heraus, dass der Junge, der bekifft und ohne Helm Fahrrad fuhr, den Unfall verschuldet hat, doch Simon macht sich bittere Vorwürfe. Zudem wird er von Justin, dem Bruder des Opfers, bedroht. Simon will nicht mehr zur Schule gehen und erwirkt die vorzeitige Aufnahme aufs College.
In der 9. Staffel gesteht Simon seinem Vater, dass er vorehelichen Sex hatte – ein Schock für den konservativen Pastor.
Von nun an hat Simon wechselnde Beziehungen und auch weiterhin Sex. Mit Rose scheint er die Frau seines Lebens gefunden zu haben, doch die Hochzeit platzt.
Ruth „Ruthie“ Camden ist bis zur Geburt der Zwillinge das jüngste Camden-Kind. Zu Beginn zeichnet sie sich durch ihre süße und liebenswerte Art aus, später durch ihre altklugen Kommentare. Die Geburt der Zwillinge löst bei ihr zunächst große Eifersucht aus. Schnell wird deutlich, dass Ruthie äußerst intelligent ist. Nach Problemen mit ihrer Lehrerin Miss Riddle will Ruthie unbedingt die Schule wechseln. Schließlich kommt Ruthie auf eine Privatschule, die sie etwa ein Jahr lang besucht.
Nach und nach zeigt Ruthie immer mehr Interesse an Jungs, was vor allem Eric missfällt. Beziehungen führt sie mit Jake, Peter und Vincent. In der 10. Staffel entwickelt sie große Gefühle für Martin, einen Jungen, der eine Zeit lang bei den Camdens wohnt. In der 11. Staffel kommt sie dann mit T-Bone zusammen.
Samuel und David Camden kommen in der 3. Staffel auf die Welt. Im Laufe der Zeit nehmen sie in der Serie die Stellung ein, die Ruthie zuvor hatte: Die der Nesthäkchen. Je älter sie werden, desto mehr werden sie in die Serie mit einbezogen. In der 9. Staffel kommen sie in die Vorschule, wo sie sofort Ärger bekommen.
Sarah Glass ist Matts Ehefrau. Die beiden lernen sich in der 6. Staffel kennen und heiraten standesamtlich bereits nach 24 Stunden. Eine Ehekrise in der 8. Staffel überstehen sie. Später wird Sarah Mutter von Zwillingsjungen. Sarah ist die Tochter eines jüdischen Rabbis. Sie akzeptiert Matts christlichen Glauben, beharrt aber auch auf ihrem eigenen. Sarah ist eine sehr freundliche, aber auch eigenwillige Person. Sie mag keinen schwarzen Kaffee und wählt nur Demokraten.
Carlos Rivera ist Marys Ehemann. Bereits in der 3. Staffel tritt er erstmals auf. Danach taucht er zunächst nicht mehr auf. Schließlich heiraten Mary und Carlos in der 7. Staffel. Carlos ist ein freundlicher Mensch mit einer sympathisch-trotteligen Art und viel lateinamerikanischem Temperament.
Kevin Kinkirk ist Lucys Ehemann. Die beiden lernen sich in der 6. Staffel auf dem Flughafen kennen und heiraten in der 7. Staffel. Kevin ist Polizist, legt diesen Job aber in der 10. Staffel nieder, um sich mehr um Savannah, die gemeinsame Tochter, kümmern zu können. Er war bereits einmal verheiratet, ein Geheimnis, das er Lucy zunächst vorenthält. Kevin ist ein sehr loyaler und zuvorkommender Mensch, der aber auch seine Prinzipien und klare Meinungen hat.
Happy ist die Hündin von Simon. Gleich in der ersten Folge bringt Annie sie aus einem Tierheim mit, wo sie eingeschläfert werden sollte. Simon kann seine Eltern dazu überreden, sie zu behalten.
In der 1. Staffel bringt Happy zwei Hundebabys zur Welt. Wenig später wird sie von einem Auto angefahren und schwer verletzt, überlebt aber. In der 2. Staffel verlieren die Camdens Happy beinahe an ihre früheren Besitzer, doch sie fühlt sich bei den Camdens einfach wohler.
Happy kommentiert die Geschehnisse in der Familie oft mit einem Bellen oder Seufzen. In den späteren Staffeln gerät sie in den Hintergrund.

### Wichtige Nebenpersonen
- Robbie Palmer: macht gemeinnützige Arbeit; mit Mary und Lucy zusammen; wohnt in der 5.–7. Staffel knapp zwei Jahre bei den Camdens.
- Martin Brewer: Sohn eines Offiziers im Irak; wohnt in der 8.–9. Staffel gut 1½ Jahre bei den Camdens, Ruthie wird von da an immer mehr wie eine beste Freundin für ihn. Doch sein Dad kommt zurück, und von da an lebt er nicht mehr bei den Camdens. Martin ist aber auch in der 10./11. Staffel vertreten. Er wird ungewollt Vater von Sandys Sohn, Aaron.
- Heather Cain: Gehörlose Freundin von Matt; sie und Matt heiraten in der 4. Staffel beinahe.
- John Hamilton: Freund von Matt; wohnt mit ihm in der 4./5. Staffel knapp 1½ Jahre zusammen.
- Ben Kinkirk: Kevins Bruder; macht Mary in Staffel 6 einen Heiratsantrag, den sie jedoch ablehnt; Feuerwehrmann
- Wilson West: Junger Vater; er und Mary heiraten in der 6. Staffel beinahe.
- Jeremy: War mit Lucy verlobt.
- Rose: Sie und Simon heiraten am Ende der 10. Staffel beinahe.
- Jimmy Moon: Lucys erster Freund, fängt später an, Drogen zu nehmen.
- Sergeant/Lieutenant/Captain/Chief Michaels: Polizeibeamter, der den Camdens und ihren Freunden öfter zur Seite steht.
- Mrs. Bink: Verschrobene alte Dame.
- John Camden („Der Colonel“): Erics Vater, ein pensionierter Marine, der hin und wieder die Familie besucht und als recht streng gilt.
- Sandy Jameson: Sandy bekommt in der 10. Staffel von Martin einen Sohn namens Aaron.
- T-Bone: Freund von Ruthie; lebt bei den Camdens, lebte davor als Obdachloser. Er arbeitet im Kino mit Mac zusammen.
- Mac: Freund von Martin
- Jane: Wohnt mit Mac und Margaret zusammen, lebte davor als Obdachlose
- Margaret: Wohnt mit Mac und Jane zusammen, lebte davor als Obdachlose

## Wichtige Ereignisse

### 1. Staffel
Happy zieht bei den Camdens ein. Annies Mutter stirbt. Mary wird bei einem Unfall schwer verletzt. Erstmals tauchen auf: Jimmy Moon, Wilson, Heather, Grandpa Charles, Colonel John, Oma Ruth, Tante Julie, Ginger, Familie Hamilton.

### 2. Staffel
Lucy verliert ihre Freundin bei einem Autounfall. Mary kehrt ins Basketballteam zurück. Annie erfährt, dass sie schwanger ist. Erstmals tauchen auf: Rod, Shelby.

### 3. Staffel
Annie bringt die Zwillinge Sam und David zur Welt. Eric wird angeschossen.
Grandpa Charles und Ginger heiraten. Hank und Julie heiraten. Mary bekommt ihren Führerschein.
Erstmals tauchen auf: Dr. Hank Hastings, Jordan, Deena, Shauna, Carlos, Nicole.

### 4. Staffel
Eric erleidet einen Herzinfarkt. Matt zieht zusammen mit John in ein Appartement. Julie bekommt ihre Tochter Erica. Mary demoliert zusammen mit Mitgliedern ihres Basketballteams die Turnhalle der Schule, bekommt eine Bewährungsstrafe und muss gemeinnützige Arbeit leisten. Annie erfährt, dass ihr Vater Alzheimer hat. Der erste Geburtstag der Zwillinge Sam und David findet statt. Erstmals tauchen auf: Robbie, Cheryl, Andrew Nayloss.

### 5. Staffel
Ruthie geht auf eine Privatschule. Mary kommt in Glenoak in Schwierigkeiten und wird nach Buffalo geschickt. Robbie zieht bei den Camdens ein, ebenso kehrt Matt zurück. Annie erfährt, dass sie eine Halbschwester hat. Lucy verlobt sich mit Jeremy und geht nach New York. John Hamilton heiratet Priscilla. Annie geht aufs College. Erstmals tauchen auf: Jeremy, Sasha, Mike Pierce, „Doc“.

### 6. Staffel
Lucy löst die Verlobung mit Jeremy und kehrt zurück nach Glenoak. Annie arbeitet als Lehrerin. Mary und Wilson wollen heiraten, trennen sich dann aber. Lucy und Mary fahren gemeinsam nach Buffalo. Lucy lernt Kevin kennen. Mary will in Buffalo bleiben. Matt heiratet Sarah. Erstmals tauchen auf: Rabbi Glass, Rosina, Ben, Kevin, Sarah.

### 7. Staffel
Eric wird am Herzen operiert und fällt danach in eine Sinnkrise. Lucy heiratet Kevin. Mary hat ebenfalls geheiratet (siehe Staffel 8). Simon wird in einen Autounfall verwickelt, bei dem ein 13-jähriger Junge ums Leben kommt (der Zuschauer erfährt dies erst zu Beginn der 8. Staffel). Erstmals tauchen auf: Cecilia, Roxanne, Chandler, Peter.

### 8. Staffel
Simon geht vorzeitig aufs College. Die Familie erfährt, dass Mary Carlos geheiratet hat und schwanger ist. Am Ende der Staffel bekommt Mary ihren Sohn Charles Miguel. Annies Vater Charles stirbt. Lucy ist schwanger. Erstmals taucht Martin auf. Martin zieht bei den Camdens ein.

### 9. Staffel
Simon gesteht Eric, dass er vorehelichen Sex hatte. Lucy bringt ihre Tochter Savannah zur Welt. Lucy und Kevin ziehen in ihre erste eigene Wohnung. Mary lässt sich von Carlos scheiden und gibt das Sorgerecht für ihren Sohn ab. Erstmals tauchen auf: Rose, Meredith.

### 10. Staffel
Martin schläft mit Sandy und wird zur Mitte der Staffel Vater eines Sohnes namens Aaron. Die Hochzeit von Simon und Rose platzt. Mary und Carlos sind wieder zusammen. Lucy ist erneut schwanger, ebenso wie Mary und Sarah – jeweils mit Zwillingen. Matt und Sarah haben ihr Medizinstudium geschafft. Erstmals tauchen auf: Sandy, Umberto, Paul.

### 11. Staffel
Lucy verliert am Anfang der Staffel ihre Zwillinge, am Ende der Staffel ist sie aber wieder schwanger. Bei Eric wird ein Herzfehler diagnostiziert, am Ende der Staffel ist er aber geheilt. Eric nimmt Sam und David aus der Schule und unterrichtet sie zu Hause. Ruthie nimmt an einem Austauschprogramm in Schottland teil, kehrt aber vorzeitig zurück. Kurz darauf kommt sie mit T-Bone zusammen. Sandy studiert Theologie. Sie verliebt sich in Dr. Jonathan Sanders und will diesen heiraten. Der Colonel schenkt den Camdens ein großes Wohnmobil. Eric und Annie wollen darin durch Amerika reisen. Dabei wollen sie auch ihre Kinder besuchen. Sam, David, T-Bone, Ruthie, Margaret, Jane, Mac, Kevin, Lucy, Savannah, Sandy und Aaron kommen mit. Erstmals tauchen auf: Margaret, Jane und T-Bone.

## Besetzung
Die Serie wurde bei der Telesynchron Film in Berlin vertont. Marc Boettcher schrieb mit Ulrike Heiland die Dialogbücher und führte mit Andreas Böge die Dialogregie.

### Familie Camden
| Rolle                 | Schauspieler              | Synchronsprecher                                         | Jahr (Folgenanzahl)                        |
| --------------------- | ------------------------- | -------------------------------------------------------- | ------------------------------------------ |
| Reverend Eric Camden  | Stephen Collins           | Detlef Bierstedt                                         | 1996–2007                                  |
| Annie Camden          | Catherine Hicks           | Andrea Aust                                              | 1996–2007                                  |
| Matt Camden           | Barry Watson              | Kim Hasper                                               | 1996–2002; danach zahlreiche Gastauftritte |
| Simon Camden          | David Gallagher           | Till Völger (Staffel 1–4) Fabian Hollwitz (Staffel 5–11) | 1996–2003, 2004–2006 + Gastauftritte       |
| Mary Camden Rivera    | Jessica Biel              | Sonja Spuhl                                              | 1996–2002; danach 7 Gastauftritte          |
| Lucy Camden Kinkirk   | Beverley Mitchell         | Oona Plany                                               | 1996–2007                                  |
| Ruthie Camden         | Mackenzie Rosman          | Theresa Mertens                                          | 1996–2007                                  |
| Samuel Camden         | Nikolas Brino             |                                                          | 1999–2007                                  |
| David Camden          | Lorenzo Brino             |                                                          | 1999–2007                                  |
| Kevin Kinkirk         | George Stults             | Björn Schalla                                            | 2002–2007                                  |
| George Camden         | Sam Saletta               |                                                          | 1997–2001 (6 Folgen)                       |
| Jane                  | Sarah Wright              | Tanya Kahana                                             | 2006–2007                                  |
| Colonel John Camden   | Peter Graves              | Hartmut Reck (1. Stimme) Christian Rode (2. Stimme)      | 1997–2007(10 Folgen)                       |
| Ruth Camden           | Barbara Rush              | Barbara Adolph                                           | 1997–2007 (8 Folgen)                       |
| Julie Camden-Hastings | Deborah Raffin            | Ulrike Möckel                                            | 1996–2006 (17 Folgen)                      |
| Dr. Hank Hastings     | Ed Begley, Jr.            | Frank-Otto Schenk                                        | 1999–2003 (16 Folgen)                      |
| Jenny Jackson         | Alice Hirson              | Irmelin Krause                                           | 1996, danach in diversen Rückblenden       |
| Charles Jackson       | Graham Jarvis             | Hans Nitschke                                            | 1996–2003 (16 Folgen)                      |
| Carlos Rivera         | Carlos Ponce              | Timmo Niesner                                            | 1998–2006 (12 Folgen)                      |
| Sarah Glass Camden    | Sarah Danielle Madison    | Manja Doering                                            | 2002–2006 (16 Folgen)                      |
| Ben Kinkirk           | Geoff Stults              | Matthias Hinze                                           | 2001–2007 (23 Folgen)                      |
| Ginger                | Beverly Garland           | Gertie Honeck                                            | 1997–2004 (9 Folgen)                       |
| Rabbi Richard Glass   | Richard Lewis             | Joachim Tennstedt                                        | 2002–2004 (9 Folgen)                       |
| Rosina Glass          | Laraine Newman            | Rita Engelmann                                           | 2002–2004 (8 Folgen)                       |
| Mrs Kinkirk           | Bo Derek                  | Traudel Haas                                             | 2003–2005 (3 Folgen)                       |
| Savannah Kinkirk      | Hannah und Alyssa Yadrick |                                                          | 2004–2007 (48 Folgen)                      |

### Weitere Charaktere
| Rolle                     | Schauspieler            | Synchronsprecher      | Jahr (Folgenanzahl)   |
| ------------------------- | ----------------------- | --------------------- | --------------------- |
| Martin Brewer             | Tyler Hoechlin          | Konrad Bösherz        | 2003–2007 (62 Folgen) |
| Robbie Palmer             | Adam LaVorgna           | Marius Clarén         | 1999–2002 (49 Folgen) |
| Cecilia Smith             | Ashlee Simpson          | Esra Vural            | 2002–2004 (39 Folgen) |
| Roxanne Richardson        | Rachel Blanchard        | Maxi Deutsch          | 2002–2004 (40 Folgen) |
| Reverend Chandler Hampton | Jeremy London           | Matthias Deutelmoser  | 2002–2004 (36 Folgen) |
| Peter Petrowski           | Scotty Leavenworth      |                       | 2002–2007 (33 Folgen) |
| Sandy Jameson             | Haylie Duff             | Julia Kaufmann        | 2005–2007 (31 Folgen) |
| Wilson West               | Andrew Keegan           | Sebastian Schulz      | 1997–2004 (23 Folgen) |
| Heather Cain              | Andrea Ferrell          | Andrea Kathrin Loewig | 1997–2006 (20 Folgen) |
| John Hamilton             | Chaz Lamar Shepherd     | Tobias Kluckert       | 1996–2001 (32 Folgen) |
| Paris Petrowski           | Shannon Kenny           |                       | 2002–2005 (15 Folgen) |
| Shana Sullivan            | Maureen Flannigan       | Gundi Eberhard        | 1998–2002 (22 Folgen) |
| Jeremy                    | David Lago              | Fabian Schwab         | 2001–2002 (7 Folgen)  |
| Rose                      | Sarah Thompson          | Uschi Hugo            | 2005–2006 (24 Folgen) |
| Meredith Davies           | Megan Henning           | Anja Stadlober        | 2004–2006 (11 Folgen) |
| Sgt. Michaels             | Christopher Michael     | Klaus-Peter Hoppe     | 1996–2006 (43 Folgen) |
| Jimmy Moon                | Matthew Linville        | Wanja Gerick          | 1996–2003 (20 Folgen) |
| Lou Dalton                | Alan Fudge              | Werner Ehrlicher      | 1997–2005 (19 Folgen) |
| Deena Stewart             | Nicole Chérie Saletta   |                       | 1998–2001 (18 Folgen) |
| Cheryl                    | Barret Swatek           |                       | 2000–2003 (15 Folgen) |
| George Smith              | Brad Maule              | Frank Schröder        | 2002–2005 (12 Folgen) |
| Reverend Morgan Hamilton  | Dorian Harewood         | Andreas Hosang        | 1996–2003 (10 Folgen) |
| Jordan                    | Wade Carpenter          | Dennis Schmidt-Foß    | 1998–2001 (10 Folgen) |
| Mike Pierce               | Jeremy Lelliott         | Florian Knorn         | 2000–2002 (10 Folgen) |
| Rod                       | Toran Caudell           |                       | 1997–2001 (9 Folgen)  |
| Patricia Hamilton         | Olivia Brown            | Joseline Gassen       | 1996–2003 (9 Folgen)  |
| Nigel Hamilton            | David Netter            | Fabian Hollwitz       | 1996–2000 (9 Folgen)  |
| Mrs. Carmen Mackoul       | Brenda Strong           | Heike Schroetter      | 2000–2002 (8 Folgen)  |
| Shelby Connor             | Julie Marie Berman      |                       | 1997–1999 (7 Folgen)  |
| Priscilla Carter/Hamilton | Andrea Pearson          | Heide Domanowski      | 2000–2001 (7 Folgen)  |
| Wilson 'Billy' West Jr.   | Casey und Dylan Boersma |                       | 1997–2001 (6 Folgen)  |
| Wilson 'Billy' West Jr.   | Mike Weinberg           |                       | 2001–2002 (6 Folgen)  |
| Lynn Hamilton             | Camille Winbush         | Viola Scherff         | 1996–1999 (6 Folgen)  |
| Andrew Nayloss            | Will Estes              | Marcel Collé          | 1999–2000 (5 Folgen)  |
| Vincent                   | Thomas Dekker           | Nicolás Artajo        | 2005 (9 Folgen)       |
| Keesha Hamilton           | Gabrielle Union         | Uschi Hugo            | 1996–1999 (5 Folgen)  |
| T-Bone                    | Colton James            |                       | 2006–2007             |
| Margaret                  | Andrea Morris           | Jill Schulz           | 2006–2007             |
| Frankie                   | Chyler Leigh            |                       | 2000 (3 Folgen)       |

## DVD- und Blu-ray-Veröffentlichungen
In Deutschland wurden bisher 11 Staffeln nach langer Wartezeit und verschiedenen Vorankündigungen zu folgenden Terminen in einzelnen DVD-Editionen veröffentlicht:
- Staffel 1: 6. September 2012
- Staffel 2: 16. Mai 2013
- Staffel 3: 4. November 2013
- Staffel 4: 4. November 2013
- Staffel 5: 30. April 2014
- Staffel 6: 30. April 2014
- Staffel 7: 4. Dezember 2014
- Staffel 8: 4. Dezember 2014
- Staffel 9: 21. Mai 2015
- Staffel 10: 21. Mai 2015
- Staffel 11: 21. Mai 2015

Zudem erschienen 2015 sowie 2018 je eine DVD-Komplettbox mit allen Staffeln. Die deutschen DVD-Auswertungen stammen aus dem Hause Concorde Video.
Pidax Film bringt die Serie anno 2025 erstmals auf Blu-ray heraus. Allerdings handelt es sich um „SD on Blu-ray“ – folglich keine HD-Auswertung(en). Veröffentlichungsdaten:
- Staffel 1 bis 4: 13. Februar 2025
- Staffel 5 bis 8: 10. April 2025
- Staffel 9 bis 11: 12. Juni 2025